# Les Luthiers
Les Luthiers fue un grupo argentino humorístico-musical, muy popular en su país y en otros hispanohablantes, que alcanzó a cumplir 56 años de trayectoria (1967-2023). El conjunto se caracterizó por utilizar la música como un elemento fundamental de sus actuaciones, incorporando frecuentemente  instrumentos informales creados a partir de materiales de la vida cotidiana. De esta característica proviene su nombre, luthier, palabra del idioma francés que designa al creador, ajustador y encargado de la reparación de instrumentos musicales de cuerda.
Gerardo Masana fundó el grupo el 4 de septiembre de 1967 en la ciudad de Buenos Aires, durante un periodo de gran auge de los coros universitarios en Argentina, con algunos miembros del coro clásico universitario I Musicisti. En sus primeros años fueron un cuarteto (Masana, Maronna, Mundstock y Rabinovich). Con la incorporación de Carlos Núñez Cortés, formaron un quinteto, para luego ser un septeto al incorporarse Carlos López Puccio en 1969 y Ernesto Acher en 1971; pasaron a ser un sexteto tras la muerte de Masana en 1973 y un quinteto al marcharse Ernesto Acher en 1986. Precisamente, la formación más duradera de Les Luthiers fue la de quinteto, con Carlos López Puccio, Carlos Núñez Cortés, Jorge Maronna, Marcos Mundstock y Daniel Rabinovich, que se mantuvo sin cambios durante 29 años hasta el fallecimiento de Rabinovich en 2015. Asimismo, desde el año 2000 se agregó la labor de Horacio Tato Turano y en 2012 Martín O'Connor como Luthiers suplentes cada vez que alguno de los miembros del quinteto titular debía ausentarse por causas de fuerza mayor. Se contrata a Roberto Antier (quien ya había sido probado en 2010) y a Tomás Mayer Wolf como nuevos reemplazantes, tras el ascenso a miembros titulares de Turano y O'Connor.Con el retiro voluntario de Carlos Núñez Cortés en septiembre de 2017, Mayer Wolf pasa a ser titular manteniéndose el número de seis miembros titulares. Por motivos de salud Marcos Mundstock se aleja de los escenarios por lo que Roberto Antier se incorpora como titular contratando a Santiago Otero Ramos y Pablo Rabinovich como nuevos reemplazantes estables. Esta formación seria la que se mantendría hasta 2023 bajo el nombre de Les Luthiers elenco 2019.
Han recibido numerosos premios a lo largo de su carrera, entre ellos una mención especial en los Premios Konex, el premio Grammy Latino especial a la Excelencia Musical (Estados Unidos, 2011), y la Orden de Isabel la Católica por su trayectoria (España, 2007). Han sido declarados ciudadanos ilustres de Buenos Aires y visitantes ilustres de muchas ciudades de Hispanoamérica. En 2012 el Reino de España les concedió la ciudadanía española por carta de naturaleza, una concesión especial a personas de particulares méritos. En 2017 ganan el Premio Princesa de Asturias de Comunicación y Humanidades, coincidiendo con sus 50 años de carrera.

## Integrantes

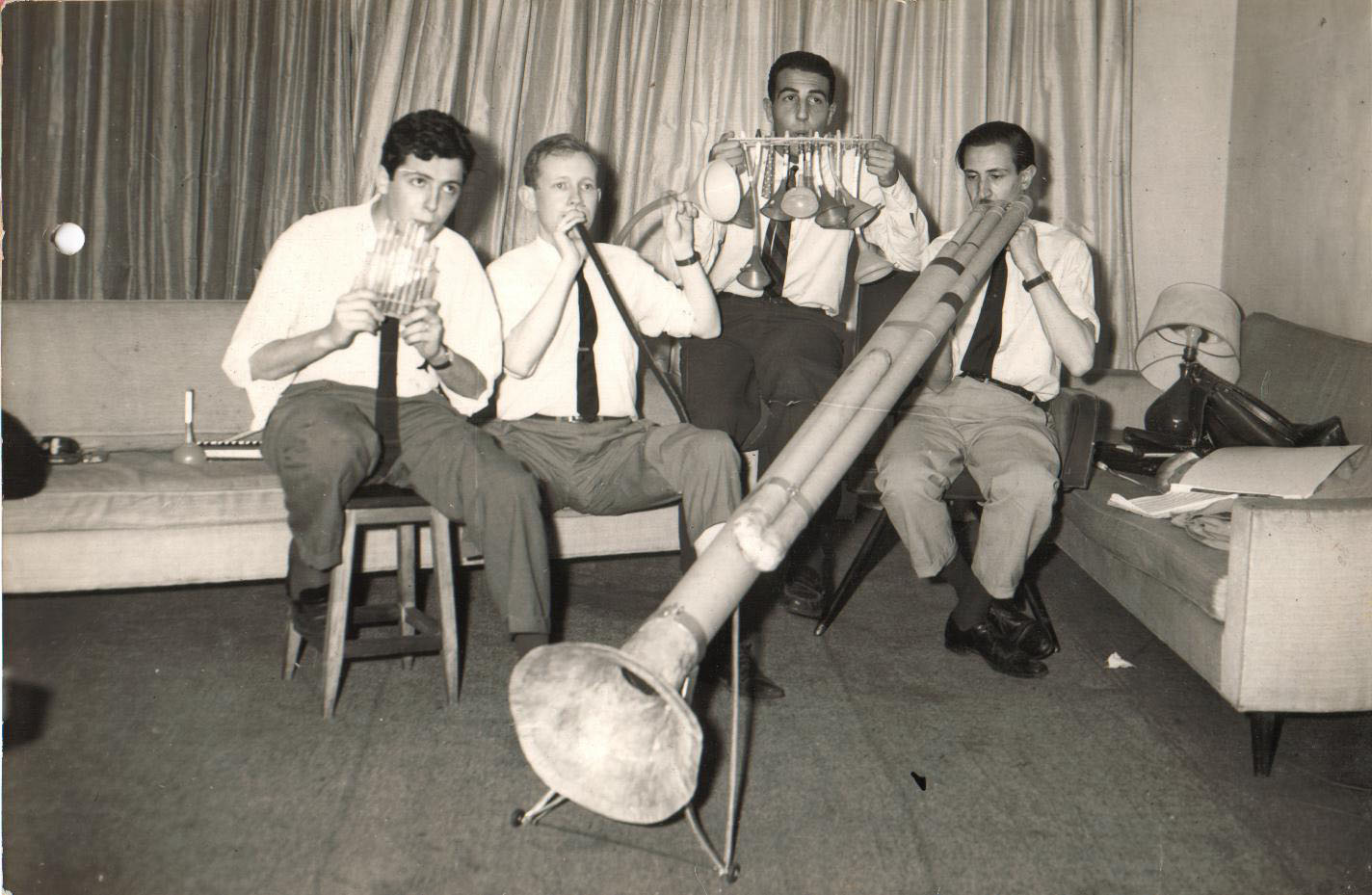
Parte de "I Musicisti" durante un ensayo: Carlos Núñez Cortés, Marcos Mundstock, Daniel Durán y Gerardo Masana (1965), Buenos Aires, Argentina

### Primera formación (1967-1969)
- Gerardo Masana: fundador, luthier, cuerdas, vientos, voz y metal.
- Marcos Mundstock: presentación, vientos, voz.
- Jorge Maronna: cuerdas, voz.
- Daniel Rabinovich: guitarra, vientos, latín, alt-pipe, bass-pipe, percusiones, voz.

### Segunda formación (1969-1971)
- Gerardo Masana: fundador, luthier, cuerdas, vientos, voz y metal.
- Marcos Mundstock: presentación, vientos, voz.
- Jorge Maronna: cuerdas, voz.
- Carlos Núñez Cortés: teclados, vientos, voz.
- Carlos López Puccio: violín, violata, piano, voz.
- Daniel Rabinovich: guitarra, vientos, latín, alt-pipe, bass-pipe, percusiones, voz.

### Tercera formación (1971-1973)
- Gerardo Masana (fallece el 23 de noviembre de 1973)
- Marcos Mundstock (abandona el grupo temporalmente en 1971)
- Jorge Maronna: cuerdas, voz.
- Carlos López Puccio: latín, teclados, percusiones, voz
- Carlos Núñez Cortés: teclados, vientos, voz.
- Ernesto Acher: vientos, teclados, voz (ingresa primero como suplente de Marcos Mundstock como presentador, y luego continúa como integrante fijo).
- Daniel Rabinovich: guitarra, vientos, latín, alt-pipe, bass-pipe, percusiones, voz.

### Cuarta formación (1973-1986)
- Marcos Mundstock
- Jorge Maronna: Cuerdas, voz
- Carlos López Puccio: Latín, teclados, percusiones, voz
- Carlos Núñez Cortés: Teclados, vientos, voz
- Ernesto Acher (dejó el grupo a fines de septiembre de 1986)
- Daniel Rabinovich: guitarra, vientos, latín, alt-pipe, bass-pipe, percusiones, voz.

### Quinta formación (1986-2015)
- Marcos Mundstock
- Jorge Maronna
- Carlos López Puccio
- Carlos Núñez Cortés
- Daniel Rabinovich (durante la temporada 2015 se tomó una licencia por enfermedad. Falleció el 21 de agosto de 2015).

### Sexta formación (2015-2017)
- Marcos Mundstock
- Jorge Maronna
- Carlos López Puccio
- Carlos Núñez Cortés (se retiró el 24 de septiembre de 2017, tras el 50.º aniversario de la fundación del grupo)
- Horacio "Tato" Turano
- Martín O'Connor

### Séptima formación (2017-2019)
- Marcos Mundstock
- Jorge Maronna
- Carlos López Puccio
- Horacio "Tato" Turano
- Martín O'Connor
- Tomás Mayer Wolf

### Octava formación "Elenco 2019" (2019-2023)
- Jorge Maronna
- Carlos López Puccio
- Horacio "Tato" Turano
- Martín O'Connor
- Tomás Mayer Wolf
- Roberto Antier

## Los comienzos
Durante los años 60, casi todas las facultades dentro de las universidades argentinas tenían su propio coro musical. Algunos de sus componentes adoptaron la costumbre de reunirse fuera de los ensayos con el fin de divertirse preparando bromas musicales que después ellos mismos representarían en los festivales intercorales que tenían lugar a lo largo del curso, a modo de entreacto en tono de humor.

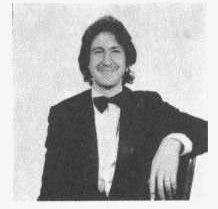
Gerardo Masana, autor de la Cantata Laxatón y uno de los fundadores del grupo.

En septiembre de 1965 tuvo lugar el VI Festival de Coros Universitarios en la ciudad de San Miguel de Tucumán, situada en el noroeste de la República Argentina. Un grupo de jóvenes universitarios presentó un espectáculo de música de humor que habían estado preparando largamente y donde además del montaje en sí presentaban como primicia un conjunto orquestal de instrumentos completamente novedosos, inventados y construidos por ellos mismos con materiales sencillos. Representaron así la parodia de un concierto. El conjunto estaba compuesto por un solista, un pequeño coro y los mencionados instrumentos musicales no convencionales.
La obra central del espectáculo se llamaba Cantata Modatón. Su autor era Gerardo Masana, un integrante del coro de la Facultad de Ingeniería de la Universidad de Buenos Aires, que además era el inventor de casi todos los instrumentos no convencionales —que denominaría «instrumentos informales»— junto con el luthier y músico porteño Carlos Iraldi. La música de esta pieza se inspiraba en la Pasión según San Mateo, BWV 244, de Johann Sebastian Bach, como forma de parodiar el estilo de las cantatas barrocas, al tiempo que la letra estaba tomada del prospecto de un conocido laxante comercializado en el mercado en esos años. Más tarde el título de la obra mutó a Cantata Laxatón, para evitar problemas con el laboratorio que producía el laxante. La presentación fue un rotundo éxito y tanto los asistentes como la crítica en periódicos y revistas de música hablaron de originalidad, humor y rigor en la exposición.
Poco después de estos sucesos, los jóvenes recibieron con sorpresa la oferta de un contrato para repetir el espectáculo de Tucumán en una famosa sala vanguardista de Buenos Aires. Se presentaron con el nombre artístico I Musicisti, y de nuevo consiguieron un gran éxito. Después fueron llamados por el Instituto Di Tella de Artes, el centro de estudios teatrales, musicales y plásticos de más prestigio en la ciudad, reconocido mundialmente. Se decía de este instituto que era el «templo de las vanguardias artísticas». El espectáculo que representaron aquí se llamó IMYLOH, abreviatura de I Musicisti y las óperas históricas. De nuevo obtuvieron un gran éxito.

## Desarrollo artístico

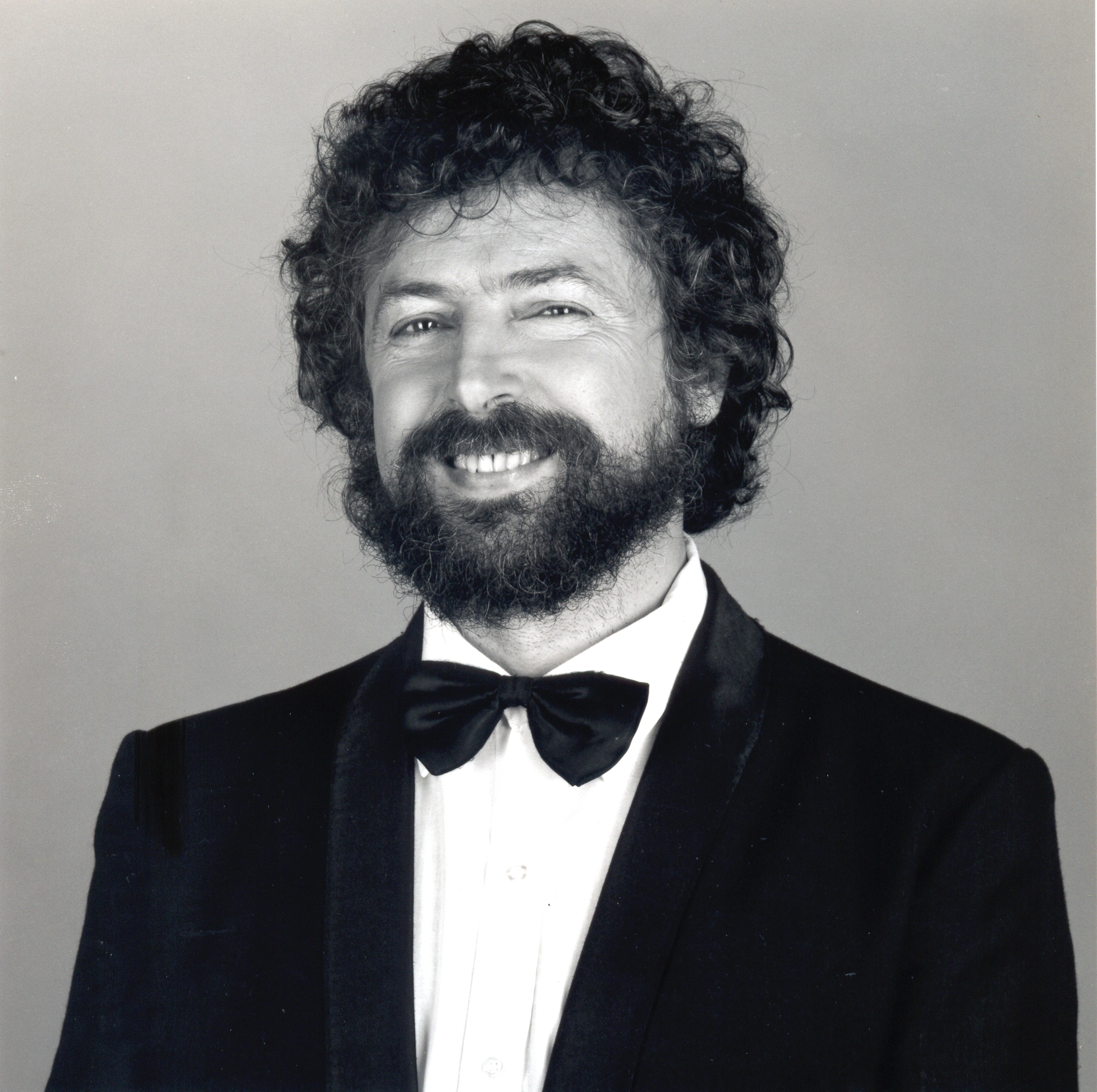
Carlos Núñez Cortés.

En el año 1967, distintas discusiones internas acerca de la retribución para cada músico desembocaron en el fraccionamiento de I Musicisti. Los principales miembros del grupo, Gerardo Masana, Marcos Mundstock, Jorge Maronna y Daniel Rabinovich siguieron su carrera aparte bajo el definitivo nombre de Les Luthiers, posteriormente, se une Carlos Núñez Cortés mientras que I Musicisti tardaron poco tiempo en naufragar al quedarse sin instrumentos ni escritores principales. Casi al mismo tiempo, las composiciones musicales de Les Luthiers empezaron a oírse en las bandas sonoras de algunas obras teatrales o cortometrajes como Angelito el secuestrado, de Leal Rey.
El grupo continuó presentando su espectáculo en teatros y cafés-concert. En 1969 el quinteto contrató al rosarino Carlos López Puccio, como violinista, y en 1971 a Ernesto Acher, primero para reemplazar a Marcos Mundstock y luego formar parte del plantel del grupo.
De esta época son los siguientes espectáculos:
- Les Luthiers cuentan la ópera (1967)
- Blancanieves y los siete pecados capitales (1969)
- Querida condesa (1969)
- Opus Pi (1971)

La televisión también les llamó para que aportaran su arte junto a comediantes y artistas de gran prestigio en el ciclo titulado Todos somos mala gente y en el ciclo Los mejores, donde actuaron ya en recitales exclusivos. Fue una época de temporadas triunfales en la ciudad de Buenos Aires y en Mar del Plata.
El 23 de noviembre de 1973, el grupo se quedó sin un integrante, el fundador del grupo, Gerardo Masana, que murió de leucemia a los 36 años. Masana pasó sus últimos años dedicado enteramente al grupo, pero la falta de su liderazgo hizo mella en la relación de los miembros, por lo que decidieron tomar Terapia Institucional con el psicoanalista Fernando Ulloa; la terapia se extendería por los siguientes 17 años.
Al cabo de nueve años de representaciones en su país empezaron con las giras internacionales. Desde 1977 organizaron un espectáculo nuevo cada dos o tres años. Las primeras giras tuvieron lugar en Uruguay, Venezuela y más tarde llegaría el turno de España. A finales de los años 70, sus giras llevaron al grupo a la Ciudad de México, lo que incluyó una presentación en el Palacio de Bellas Artes de esa ciudad.
En 1985 obtuvieron la Mención Especial de los Premios Konex por su enorme aporte a la música popular de Argentina, uno de los máximos galardones que entrega la Fundación Konex.
El año 1986 marcó un antes y un después en la historia del grupo. Uno de los motivos fue la inolvidable actuación que tuvo lugar en el mítico Teatro Colón de la ciudad de Buenos Aires y su arribo a Colombia también en su famoso Teatro Colón. El 28 de agosto de 1986, por diferencias internas, Ernesto Acher abandonaría el sexteto. Desde entonces los integrantes del grupo pasaron a ser cinco, hasta el año 2015, donde se incorporan de forma más habitual, los Luthiers reemplazantes.
En 1994, por problemas cardíacos de Daniel Rabinovich, se incorporó al grupo el humorista argentino Horacio Fontova, hasta la recuperación de Daniel Rabinovich.
Los espectáculos mantienen un formato desde 1970: cada uno se divide en obras cómicas. Como una pequeña introducción, antes de cada pieza, Marcos Mundstock suele leer una presentación en donde se describe la obra, o da reseñas de la vida del autor, y tras esta presentación el conjunto musical aparece en escena e interpreta el tema. Sin embargo, cuatro de sus últimos espectáculos se han salido de este esquema: Los premios Mastropiero (2005), Lutherapia (2008), la antología Viejos hazmerreíres (2014) y Más tropiezos de Mastropiero (2022). En ellos, las obras interpretadas se desarrollan en el marco de un hilo conductor en particular: una entrega de premios, una sesión de terapia psicoanalítica, la emisión de un programa radial y una entrevista televisiva; respectivamente.
Se han escrito varios libros relacionados con este grupo. Entre ellos destacaremos: el primero, que es una biografía autorizada del grupo, y fue escrito en 1991 por el periodista colombiano Daniel Samper Pizano, titulado Les Luthiers de la L a la S. Un segundo libro, editado en 2004, llamado Gerardo Masana y la fundación de Les Luthiers, fue escrito por Sebastián Masana y está dedicado a su padre Gerardo Masana (el fundador del grupo). También merecen especial mención otros dos libros, escritos por otro de los miembros del grupo, Carlos Núñez Cortés. Se titulan Los juegos de Mastropiero, donde realiza un exhaustivo análisis sobre las distintas formas de humor utilizadas por el grupo y Memorias de un luthier, un relato de la composición de 50 obras de Mastropiero a través de los recuerdos de Carlos Núñez Cortés. Se puede encontrar la lista exhaustiva de libros dedicados a Les Luthiers, sus miembros y su obra al final de esta página.
En el año 2007, en celebración de su 40.º aniversario, la legislatura de la ciudad de Buenos Aires los declaró, por unanimidad, Ciudadanos Ilustres. Además, el gobierno de España otorgó a Les Luthiers la encomienda de número de la Orden de Isabel la Católica, la más alta condecoración que concede la nación española a extranjeros, que confiere a los músicos el tratamiento de Ilustrísimos Señores.
El 18 de noviembre de 2007, Les Luthiers celebró su 40.º aniversario con un recital titulado Cuarenta años de trayectoria, de entrada libre y gratuita, en el Parque San Benito, ubicado en la intersección de las avenidas Figueroa Alcorta y La Pampa, en la Capital Federal. En esa ocasión, Les Luthiers pudo reunir más de 120.000 espectadores.
En el año 2008, Daniel Rabinovich, Marcos Mundstock, Carlos Núñez Cortés, Jorge Maronna y Carlos López Puccio doblaron al español las voces de los personajes de las palomas en la película animada de Disney Bolt.
El 7 de septiembre de 2012, el gobierno de España concedió la nacionalidad española a Carlos López Puccio, Marcos Mundstock y Daniel Rabinovich.
El 20 de octubre de 2017, les fue concedido el Premio Princesa de Asturias de Comunicación y Humanidades.

## Últimos años (2015-2023)
La muerte de Daniel Rabinovich en 2015 fue un golpe muy duro para el conjunto, el cual pasó de ser un quinteto a un sexteto con el ascenso a titulares de Horacio Tato Turano y de Martín O’Connor quienes se reparten los roles musicales (Turano) y actorales (O’Connor) de Daniel. Se contratan a Roberto Antier y Tomas Mayer Wolf como reemplazantes para esta nueva etapa. 
A finales del año 2017 se retiró voluntariamente del conjunto Carlos Núñez Cortés alegando en una entrevista: "Esta es una decisión personal que tiene que ver con mis deseos de un merecido descanso luego de 50 años de trabajo ininterrumpido en los escenarios, pero seguiré vinculado al grupo ya que Les Luthiers ha sido gran parte de mi vida y espero que lo siga siendo”. Tomás Mayer-Wolf asciende a miembro titular cubriendo los roles de Núñez Cortés.
Tras ser afectado por un problema de salud, Marcos Mundstock tuvo que ausentarse de los escenarios, siendo reemplazado por Roberto Antier durante 2019 y parte de 2020 en las giras de Viejos Hazmerreíres y Gran Reserva.Entran al conjunto Santiago Otero Ramos y Pablo Rabinovich como reemplazantes/alternantes.
En noviembre de 2019, el Podcast llamado "La Hora de la Nostalgia" comienza a lanzar episodios donde cuentan, con lujo de detalles y material de archivo, la historia del conjunto. En los episodios participa el señor Carlos Núñez Cortés.
En marzo de 2020 se interrumpe la gira de Viejos Hazmerreíres por España debido a la pandemia global de Covid-19. Marcos Mundstock fallece en abril del mismo año. Por la emergencia sanitaria, se suspende el estreno de un nuevo espectáculo que se venía preparando desde el año pasado.
En 2021 se llega a un acuerdo favorable con respecto a los derechos de autor y de marca, para la continuación de las presentaciones bajo la dirección artística y creativa de Jorge Maronna y Carlos López Puccio, reanudando las presentaciones en enero de 2022, utilizando el nombre de "Les Luthiers Elenco 2019", con las antologías Viejos Hazmerreíres y Gran Reserva. El "elenco 2019" quedaría conformado por los dos luthiers (Maronna y López Puccio) más cuatro covers (reemplazantes anteriores ascendidos a titulares): Tato Turano, Martín O'Connor, Tomás Mayer-Wolf y Roberto Antier.
El 18 de noviembre de 2022 estrenaron su último espectáculo Mas tropiezos de Mastropiero en la ciudad de Rosario (ciudad natal de López Puccio y donde solían estrenar sus espectáculos). El mismo incluyó 10 obras nuevas, cuyos textos, música y dirección estuvieron a cargo exclusivamente de Carlos López Puccio y Jorge Maronna, recibiendo críticas positivas por parte de la prensa especializada. Se representaron 6 funciones en dos fines de semana, luego de lo cual anunciaron el estreno del espectáculo en el Teatro Opera de Buenos Aires para el 12 de enero de 2023.
El 5 de enero de 2023, a través de un comunicado, se anunció la decisión de poner fin al grupo. "Tras 55 años de trayectoria, anunciamos nuestra despedida definitiva de los escenarios", expresó el comunicado. "Sentimos que, después de más de medio siglo de giras y presentaciones, hemos alcanzado nuestras metas; por lo que decidimos (Carlos y Jorge) decir adiós a nuestro público, realizando una Gira Despedida por numerosas ciudades alrededor del mundo, con nuestro último espectáculo estreno”.
Dicha gira tuvo lugar durante todo el 2023. Comenzó en Buenos Aires el 12 de enero, de donde se despidieron definitivamente el 25 de marzo tras 30 funciones, y continuó con las siguientes ciudades:
- Abril: Quito (Ecuador). Monterrey, Guadalajara y Ciudad de México (México).
- Mayo: Bogotá y Medellín (Colombia).
- Junio: Madrid y Sevilla (España).
- Julio: Nerja, Barcelona y Sant Feliu de Guíxols (España) y Santa Cruz (Bolivia).
- Agosto: Tucumán, Salta, Córdoba, Mendoza y San Juan (Argentina).
- Septiembre:  Santiago (Chile) y Rosario (Argentina).
- Octubre: Montevideo (Uruguay) y La Plata (Argentina).
- Noviembre: San José de Costa Rica (Costa Rica) y Lima (Perú).

La gira, que totalizó 113 funciones (119 si se contabiliza las 6 en Rosario en noviembre de 2022), concluyó el 9 de diciembre en teatro Gran Plaza de la ciudad de Bahía Blanca (ciudad natal de Jorge Maronna). Esa fue la última presentación de Les Luthiers.

## Johann Sebastian Mastropiero
Les Luthiers presentaron en reiteradas ocasiones como eje de sus sketchs o incluso de algunos de sus espectáculos a un personaje prototípico: Johann Sebastian Mastropiero. Existe una cierta habitualidad por parte del grupo en la creación de personajes, como el compositor de música popular «Manuel Darío», el maharishi «Salí Baba», el compositor de bossa nova «Dorival Lampada» (Lampiño) y el pastor «Warren Sánchez», entre otros. Sin embargo, el compositor «Johann Sebastian Mastropiero» cuenta con mayor cantidad de apariciones en todo el repertorio.
Este personaje surgió a comienzos de la década de 1960 en un manuscrito que Marcos Mundstock dictó a Horacio López en un bar. En ese momento fue llamado «Freddy Mastropiero». Según Gerardo Masana, el nombre «Freddy» le otorgaba al personaje un cierto «tono mafioso». En 1966 Jorge Maronna repuso el personaje, rebautizándolo como «Johann Sebastian Masana», porque Masana oficiaba de compositor de casi todos los temas, y por su veneración hacia el músico Johann Sebastian Bach. El debut como personaje se remonta a la obra ¿Música? Sí, claro, estrenada en el Teatro de Artes y Ciencias el 17 de mayo de 1967, cuando el grupo aún se presentaba bajo el nombre «I musicisti».

En el día de hoy se cumple un nuevo aniversario del nacimiento del gran compositor ítalo-yanqui Johann Sebastian Masana [...] Nació en Manhattan, hijo de madre italiana y padre (pausa). Sus últimas palabras fueron para el instrumento que lo había acompañado durante toda su vida: "Piano, piano, me voy lontano".
Biografía. En: ¿Música? Sí, claro (1967).

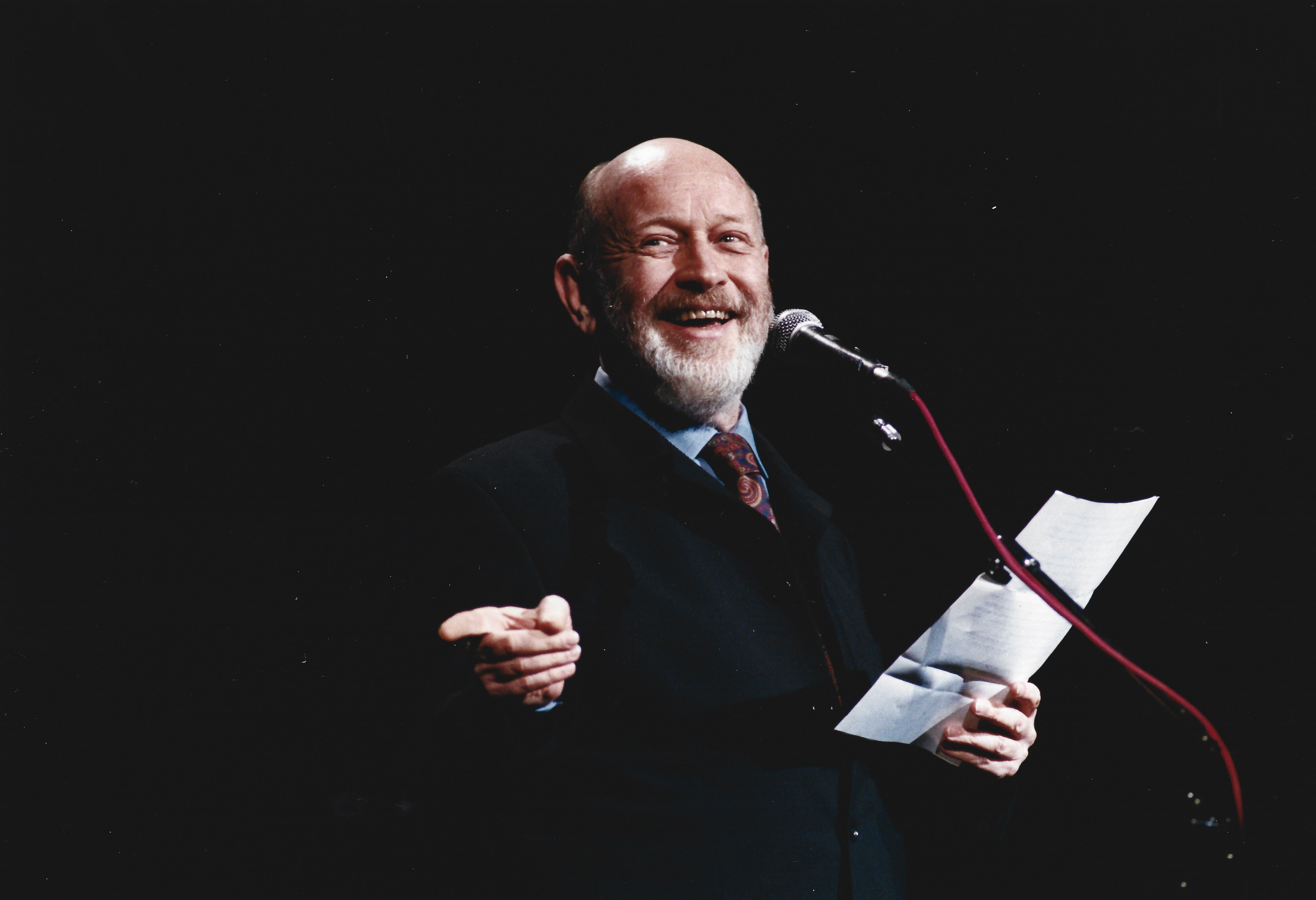
Marcos Mundstock circa 2006

En 1970 el personaje, ya bajo el nombre de Johann Sebastian Mastropiero, aparece por primera vez como cabecera de un sketch en la obra «Querida Condesa: carta de Johann Sebastian Mastropiero a la condesa de Shortshot».
Este personaje se caracteriza por una vida turbulenta cuya trama se va hilando a lo largo de cada presentación realizada por Marcos Mundstock. Gracias a ellas se sabe que nació de madre italiana y padre (...); que tuvo un hermano gemelo mafioso llamado Harold Mastropiero; que a pesar de sus múltiples relaciones amorosas tuvo durante un tiempo una pareja estable en la condesa de Shortshot, y que con ella tuvo varios hijos cuyos apellidos significan lo mismo que el de su madre en distintos idiomas; que contrató a una gitana de empleada doméstica y que ella le dejó de ahijado a Azuceno Mastropiero; entre muchas otras situaciones hilarantes.

## Instrumentos informales
Luthier es la palabra francesa que designa al fabricante de instrumentos de cuerda. El grupo adoptó este nombre por su costumbre de crear instrumentos a partir de materiales poco comunes, como latas, mangueras, tubos de cartón, globos, etcétera. El primer constructor de instrumentos informales fue Gerardo Masana, fundador del grupo, y el primer instrumento creado fue el bass-pipe a vara, construido con tubos de cartón encontrados en la basura y elementos caseros. Cuarenta años después, un émulo de este enorme tubo rodante sigue usándose en escena.
Los primeros instrumentos informales fueron relativamente simples, como el gom-horn (hecho con una manguera, un embudo y una boquilla de trompeta), y algunos de ellos nacieron como parodia de instrumentos estándar. Este es el caso del latín y la violata, entre otros. Con el tiempo, se incorporó como "luthier de Les Luthiers" el doctor Carlos Iraldi, quien investigó la construcción de instrumentos atípicos moviéndose entre la perfección técnica y la sensibilidad artística. Así nacieron artefactos tan singulares como la mandocleta (una bicicleta cuya rueda trasera mueve las cuerdas de una mandolina), el ferrocalíope (un calíope que funciona a vapor que pasa por silbatos ferroviarios), el bajo barríltono (un contrabajo cuyo cuerpo es un barril gigante), el órgano de campaña (un órgano que se lleva colgado de la espalda, y cuyo aire es enviado por unos zapatos-fuelles) y muchos otros.
Tras el fallecimiento de Iraldi en 1995, tomó su testigo el artesano Hugo Domínguez, quien fabricó entre otros la desafinaducha, el nomeolbídet y el alambique encantador.
Atendiendo a la clasificación usual de los instrumentos, se pueden catalogar de la siguiente manera:

### Instrumentos de cuerda
- Latín o Violín de Lata: la caja de resonancia es una lata de jamón en conserva.[38]
- Violata o viola de lata: la caja de resonancia es una típica lata de pintura, a la que se le adosó un clavijero de viola.[39]
- Contrachitarrone da gamba: es una mezcla de violonchelo y guitarra.[38] Jorge Maronna, 2017

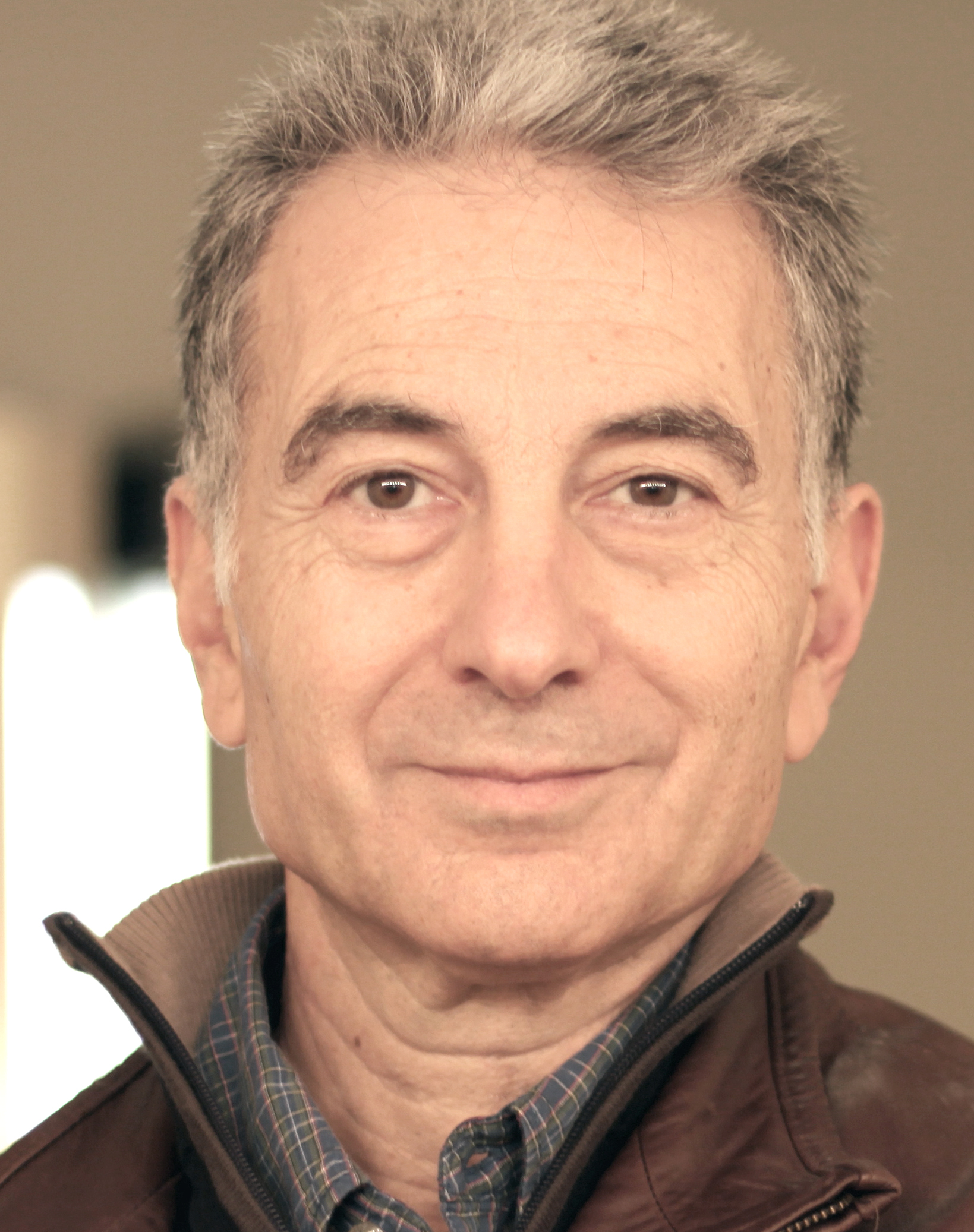
Jorge Maronna, 2017

- Chelo legüero: una mezcla de violonchelo y bombo legüero. Posee cuatro cuerdas que pueden ser tocadas con arco, como si fuera un chelo, y su parche percutido con una baqueta, como si fuera un bombo.[40]
- Cellato: parecido a un violonchelo, construido con un bote de líquido limpiador.[40]
- Mandocleta: una bicicleta cuya rueda trasera hace sonar un buzuki, especie de mandolina de origen griego.[41]
- Lira de asiento o lirodoro: una lira hecha con un asiento de inodoro al que se le ha adosado un clavijero de mandolina.[41]
- Guitarra dulce: una guitarra construida con dos latas de dulce de batata.[38]
- Bajo barríltono: un contrabajo cuya caja de resonancia es un barril de madera al que va sujeto el diapasón con las cuerdas y en el que el instrumentista se introduce para tocarlo. Posee además cinco ruedas en la parte inferior que permiten al intérprete ir caminando mientras toca.[40]
- Nomeolbídet: un organistrum construido con un bidé y un tubo de PVC como diapasón.[42]

### Instrumentos de viento
- Bass-pipe a vara: es similar a un trombón de varas, construido con tubos de cartón. Los tubos van montados en un pequeño carrito con ruedas para permitir su desplazamiento. Produce sonidos sordos y graves. Tiene una versión aguda, el alt-pipe a vara, que no tiene ruedas y sus tubos son de PVC en lugar de cartón.[18][43]
- Tubófono silicónico cromático: es similar a una zampoña, construido con tubos de ensayo, rellenos de silicona a distintos niveles para producir diversas notas.[44] Una versión anterior era el "Tubófono parafínico cromático", relleno con parafina en lugar de silicona.
- Tubófono parafínico cromático: De la familia de la zampoña, se usan tubos de ensayo, pero en este caso se encuentran rellenos de parafina de colores en niveles diferentes para dar lugar a los tonos de las notas musicales.[45]
- Gaita de cámara: una especie de gaita gigante construida con una cámara de rueda de tractor que alimenta con aire a un glamocot, un clamaneus y una melódica.[46]
- Narguilófono: es una flauta dulce insertada en un narguilé, dispositivo empleado para fumar.[47]
- Alambique encantador: es un gran instrumento dividido en tres secciones, una aguda formada por once copas de acrílico, una formada por ocho botellas de plástico cortadas en su parte media y sumergidas en agua, y una grave formada por cuatro botellones de agua de 25 litros. Para su ejecución se necesitan tres músicos a la vez.[48]
- Glamocot: es similar a un cromorno medieval y produce un sonido parecido al de un pequeño fagot. Cabe mencionar su dificultad de tocar debido a que las notas están en desorden. También forma parte de la gaita de cámara.[49]Daniel Rabinovich en el estudio de grabación (2008)

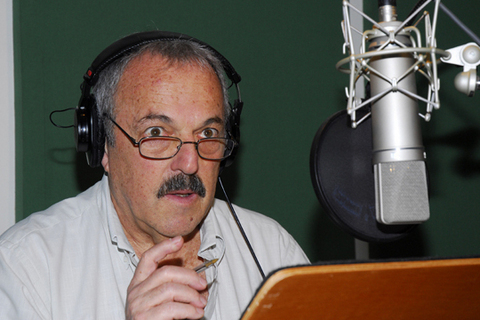
Daniel Rabinovich en el estudio de grabación (2008)

- Órgano de campaña: es un órgano de tubos que el músico lleva sujeto en la espalda con una mochila, lo que le permite desplazarse mientras lo va tocando.[50]
- Glisófono pneumático: formado por una bomba de aire, es similar a una flauta de Pan, que se afina mediante un émbolo situado en el extremo opuesto al que se sopla.[51]
- Bocineta: es un kazoo sujeto a una campana de gramófono (embudo) para amplificar su sonido.[52]
- Gom-horn natural: es la imitación de una trompeta, hecho con una manguera de jardín y un embudo. Tiene otras dos versiones: el gom-horn a pistones, que lleva pistones de trompeta, y el gom-horn da testa, la versión más conocida, en el que el extremo de la trompeta va sujeto a un casco que lleva puesto el intérprete.[51]
- Calephone da cassa: es una especie de trombón construido con un calentador de agua, al que más tarde se le añadió la tubería de un trombón de varas.[53]
- Yerbomatófono d'amore: también llamado matófono, hecho con un fruto seco de Lagenaria siceraria (recipiente usado para tomar la infusión de mate) cortado por la mitad. Los dos hemisferios son lijados y vueltos a ensamblar, de manera que se produce una vibración cuando se sopla por un agujero. El yerbomatófono es un idiófono, un enmascarador de voz.[18][44]
- Corneta de asiento: es un taburete de madera que produce un sonido de corneta al sentarse en él. Cada uno produce un único sonido, por lo que se necesitan varios bancos de asiento conectados a un fuelle y a una corneta para formar una melodía.[53]
- Clamaneus: instrumento de lengüeta conectado a una cámara de rueda de tractor; es similar al glamocot, también lleva una embocadura de cromorno pero suena una cuarta más grave. También forma parte de la gaita de cámara.[53]
- Manguelódica pneumática: es una melódica a la que están conectados dos grandes globos que le suministran aire. La melódica está situada en posición horizontal, lo que permite tocarla como un piano.[47]
- Ferrocalíope: es un calíope cuyos tubos han sido reemplazados por silbatos de ferrocarril accionados por vapor de agua.[49]
- Bolarmonio: está formado por 18 pelotas de balonmano dispuestas en forma de teclado que al ser oprimidas producen distintos sonidos al expulsar el aire a través de unas lengüetas de acordeón.[2]

### Instrumentos de percusión
- Dactilófono o Máquina de tocar: es una máquina de escribir que lleva conectados varios tubos de aluminio, que al oprimir las teclas, emiten un sonido parecido al de un xilófono.[54]
- Cascarudo: es un pequeño instrumento, formado por un güiro y un envase de yogur, entre otros elementos, que produce varios sonidos básicos. Su nombre se debe a que imitaba el sonido de un cascarudo, nombre dado a cierta especie de escarabajo.[55]
- Desafinaducha: Diseñado y construido por Hugo Domínguez, está inspirado en la ducha de un cuarto de baño, en el que el agua al caer hace girar un pequeño molino que lleva sujetos unos pequeños martillos que golpean un metalófono. Es uno de los instrumentos que integran el Cuarteto (o Cuartito) de Baño. El efecto logrado es un "tremolando" que, mezclado con el fluir del agua, produce un sonido dulce y peculiar.[56]
- OMNI (Objeto Musical No Identificado): es un émbolo neumático similar a un inflador de bicicleta que expulsa un tapón de corcho por el extremo del tubo.[57] Su efecto es similar al sonido producido al descorchar una botella.
- Campanófono a martillo: Es un teclado que acciona unos electroimanes que mueven unos martillos, los cuales golpean unos tubos metálicos que producen sonidos similares al de una campana.[54]
- Tablas de lavar: como su nombre indica, es una tabla de lavar forrada de hojalata, la cual lleva incorporados un pequeño platillo, una caja china y un cencerro, que el intérprete percute llevando dedales. Se utilizan tres, y cada una lleva además una bocina afinada en una nota distinta.[58]
- Shoephone o Zapatófono: está formado por un mecanismo de engranajes y manivelas que elevan un par de zapatos, que luego dejan caer sobre una base de madera.[59]
- Marimba de cocos: es una marimba cuyas placas de madera son reemplazadas por 19 cocos huecos que suenan al percutirlos.[57]

### Otros
- Antenor: un robot que producía distintos sonidos y era capaz de desplazarse, y su rostro podía adoptar distintos gestos. Era controlado desde bambalinas, y por control remoto,[60] por tres personas a la vez.
- Exorcítara: es un gran bastidor, con forma de arpa, cuyas "cuerdas" están constituidas por tubos de luz de neón. La parte aguda consta de ocho tubos, de color turquesa, que se articulan por su parte media, mientras que la parte grave son tres tubos de color rojo, los cuales son fijos.

### Galería de instrumentos
|        |
| Latín. |

|          |
| Violata. |

|                            |
| Contrachitarrone da gamba. |

|                |
| Chelo legüero. |

|                  |
| Alt-pipe a vara. |

|                   |
| Bass-pipe a vara. |

|                                |
| Tubófono silicónico cromático. |

|                        |
| Yerbomatófono d'amore. |

|                          |
| Manguelódica pneumática. |

|              |
| Dactilófono. |

## El grupo

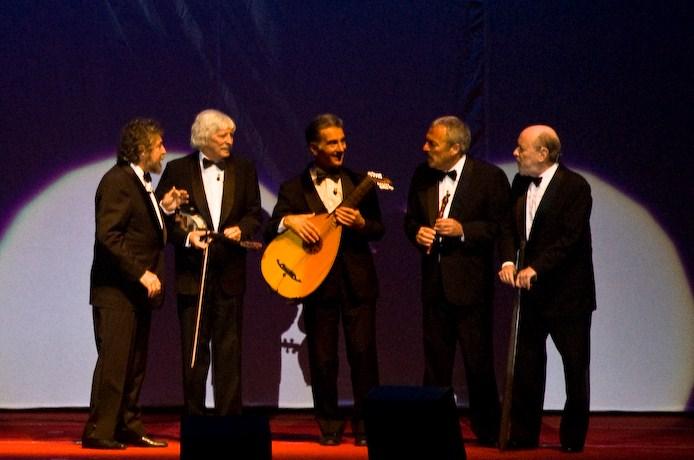
De izquierda a derecha: Carlos Núñez Cortés, Carlos López Puccio, Jorge Maronna, Daniel Rabinovich y Marcos Mundstock.

### Miembros originales
Se trata de integrantes que participaron activamente en la creación de las obras. Algunos destacaron más en las letras, otros en las músicas o en la creación de instrumentos informales, y todos ellos formaban parte de la sociedad económica y empresarial que constituía el grupo.
- Gerardo Masana, fundador del grupo, compositor, arreglista, arquitecto y creador de los primeros instrumentos del grupo. Murió de leucemia en 1973, a los 36 años de edad. Tocaba el bass-pipe y el dactilófono. Dedicó sus últimos años íntegramente al grupo.[61]
- Marcos Mundstock, locutor profesional y redactor publicitario. Nació el 25 de mayo de 1942 en la ciudad de Santa Fe. Fue el presentador de cada obra y actuó en muchas de ellas. Fue el único miembro del grupo que no es músico profesional, por lo que la mayoría de sus actuaciones eran cantando o hablando, pero también ocasionalmente tocando instrumentos. Sus instrumentos principales fueron los tres gom-horns, y también tocaba percusión o teclado (en La Campana Suonerá). Murió en Buenos Aires, el 22 de abril de 2020, a los 77 años.[62]
- Daniel Rabinovich, guitarrista, percusionista y cantante folclórico, licenciado en Derecho y escribano público. Nació el 18 de noviembre de 1943 en Buenos Aires. En las obras solía tener papeles de actuación y canto, pero también tocaba la guitarra, la batería y el latín o violín de lata, así como otros instrumentos de percusión, y también teclados. Además tocaba el bass pipe a vara (instrumento de viento, mezcla de tuba con trombón de varas). Durante mucho tiempo fue el escribano (notario) de Les Luthiers, hasta que le sobrevino un ataque cardíaco. Fuera del conjunto escribió dos libros, titulados Cuentos en serio y El silencio del final. Murió en Buenos Aires, el 21 de agosto de 2015, a los 71 años.
- Jorge Maronna, compositor, arreglista y guitarrista. Comenzó la carrera de Medicina, que nunca terminó. Nació el 1 de agosto de 1948 en Bahía Blanca. En el conjunto canta e interpreta la guitarra y otros instrumentos de cuerda (charango, contrachitarrone da gamba, etcétera). Ha colaborado con Daniel Samper Pizano (autor de Les Luthiers de la L a la S) en algunos libros (como Cantando bajo la ducha, El sexo puesto, De tripas corazón) y en el libreto de la serie colombiana Leche, y con Luis María Pescetti en el libro Copyright. Es el único miembro que estuvo en Les Luthiers de manera ininterrumpida desde su fundación, en 1967 hasta su final en 2023.
- Carlos Núñez Cortés, doctor en Química, concertista de piano, compositor y arreglista. Nació el 15 de octubre de 1942 en Buenos Aires. Era el pianista del conjunto, pero también tocaba instrumentos de viento, como el tubófono silicónico cromático (originariamente tubófono parafínico cromático), así como la flauta de pan y el glisófono pneumático; al ser el (co)creador de varios instrumentos informales (por ejemplo, la marimba de cocos), también era el intérprete de varios de ellos. También tocaba percusiones (como la marimba de cocos) y cantaba. El 14 de septiembre de 2017, en ocasión del quincuagésimo aniversario del grupo, Carlos Núñez Cortés hizo su última representación.[63]
- Carlos López Puccio, licenciado en Dirección Orquestal, director de coros y docente universitario. Se incorporó al grupo oficialmente en 1971, después de estar colaborando en él como empleado desde 1969. Nació el 9 de octubre de 1946 en Rosario. Su instrumento principal es el latín o violín de lata, pero también toca otros instrumentos como el cellato, piano, armónica, violata, percusión (en las obras de jazz), y en las últimas dos décadas se lo ve a menudo en los sintetizadores.

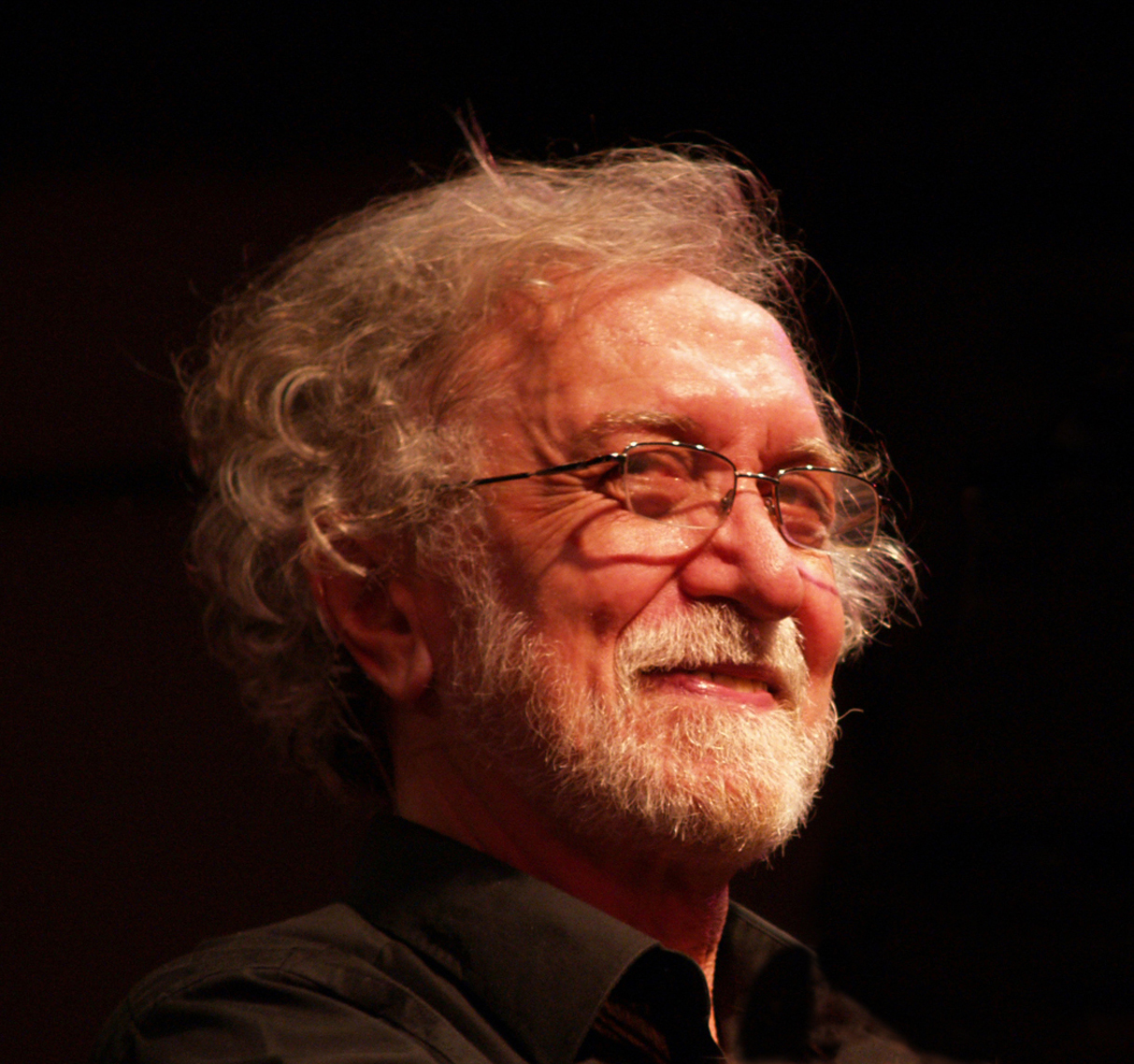
Ernesto Acher

- Ernesto Acher, arquitecto, compositor y arreglista. Nació el 9 de octubre de 1939. Cuando entró en el grupo tocaba con frecuencia el piano (en las obras donde Carlos Núñez Cortés tenía un papel más teatral que musical), después se fue más hacia los instrumentos de viento, incluyendo los tres gom-horns, el calephone, el clarinete, el corno, la flauta dulce y el tubófono silicónico cromático. También tocaba la batería, percusión latina, armonio y cantaba, y tuvo varios papeles importantes en actuación como el capitán de Las majas del bergantín, el Rey Enamorado, el Nene (en La gallinita dijo eureka), Don Rodrigo, Carlitos (en El regreso) y Valentín Moral (El Macho). Tras el recital del grupo en el Teatro Colón de Bogotá en 1986, Ernesto Acher se fue de Les Luthiers por razones que nunca fueron aclaradas. En una reunión celebrada en 2007, con motivo del 40.º aniversario del grupo, cuando se le preguntó por el motivo de su marcha, Acher respondió: "Les Luthiers era un matrimonio múltiple, y es de caballeros no preguntar a una pareja qué pasó". A partir de su salida cofundó un grupo de jazz (aunque al igual que Les Luthiers a menudo incursionaban en otros estilos) y grabó un disco sinfónico, lo cual lo llevaría después a ser director de orquesta. Se radicó en la ciudad de Concepción, Chile, donde también participó como músico en varios grupos y realizó conciertos sinfónicos. En la actualidad vive en Santiago de Chile.

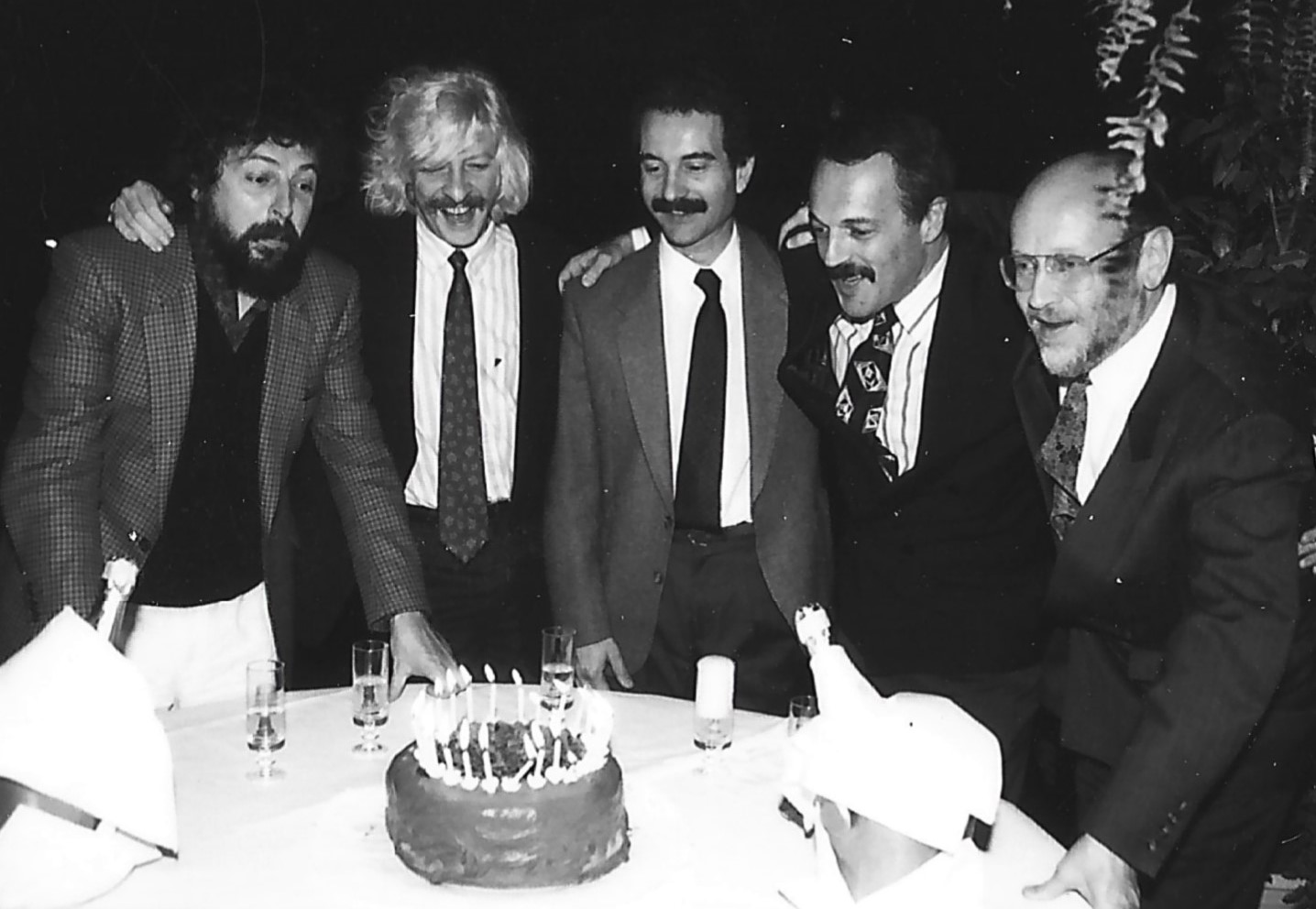
Les Luthiers festejando su 25 aniversario

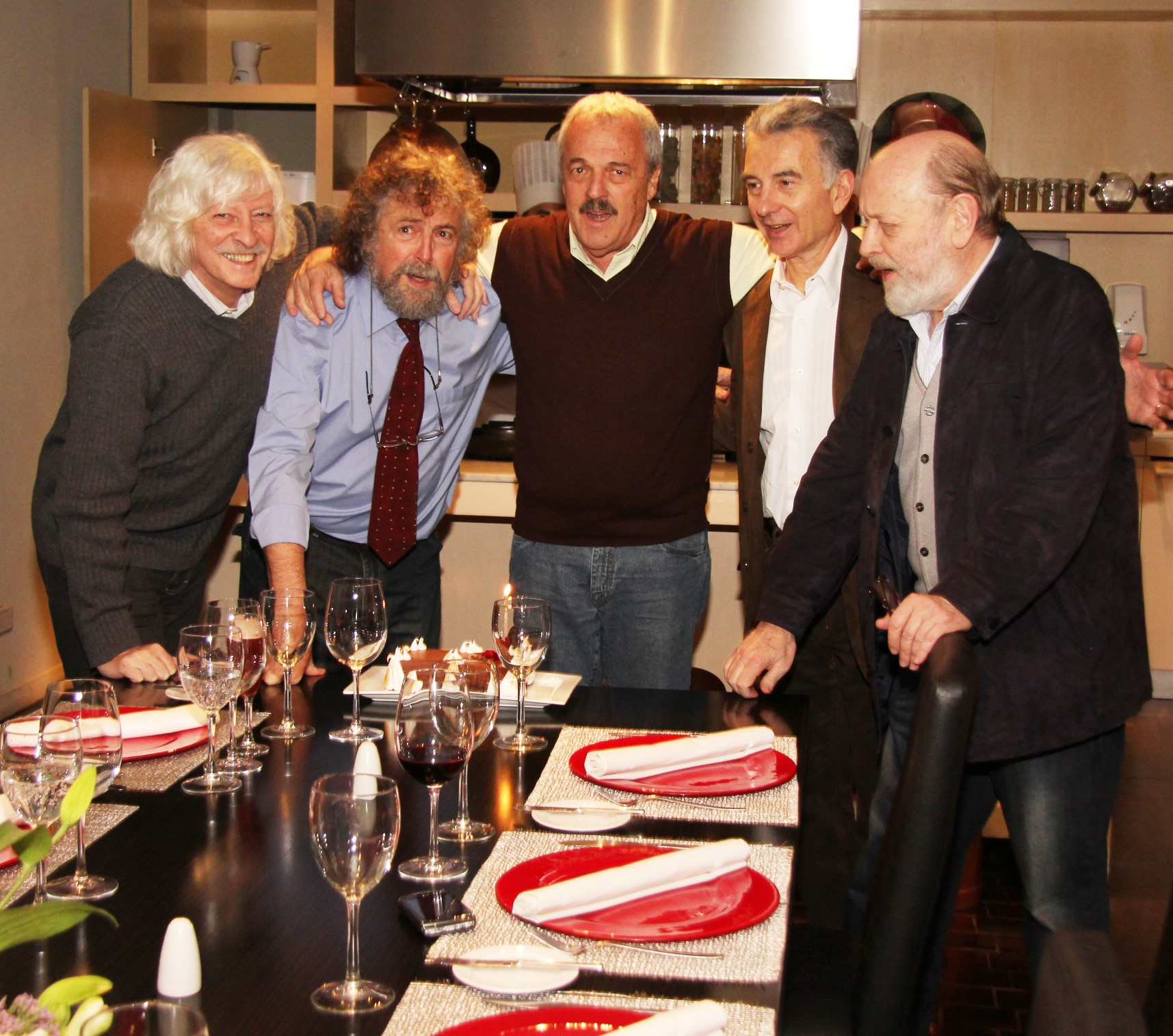
Les Luthiers festejando su 44 aniversario

### Miembros contratados
Todos ellos empezaron como reemplazantes, es decir, personal contratado para suplir a algún miembro en caso de enfermedad o cualquier otra circunstancia, por lo que su aparición en público era muy esporádica. Con el tiempo algunos pasaron a ser miembros titulares en cuanto a su aparición en el escenario, pero no tenían funciones creativas ni empresariales.
- Horacio "Tato" Turano, pianista, saxofonista, cantante, arreglista y compositor, nacido en Buenos Aires el 10 de noviembre de 1953. Colabora con el grupo en calidad de reemplazante de todos sus miembros desde 2000. Miembro oficial de Les Luthiers desde 2015 tras el fallecimiento de Daniel Rabinovich hasta el fin del grupo.
- Martín O'Connor, cantante y actor argentino. Nació el 2 de agosto de 1966 en Buenos Aires. Reemplazante oficial de Les Luthiers desde agosto de 2012. Miembro oficial de Les Luthiers junto con "Tato" Turano desde 2015 hasta el final en 2023.
- Tomás Mayer-Wolf, pianista, compositor, arreglista y productor musical, nacido el 10 de diciembre de 1982 en Buenos Aires. Reemplazante desde 2015 y miembro oficial desde octubre de 2017 tras la jubilación de Carlos Núñez Cortés hasta la desaparición del grupo.
- Roberto Antier, actor argentino nacido el 13 de enero de 1963 en Buenos Aires, hijo de Violeta Antier. Había tenido una primera prueba en 2010, pero finalmente ingresó como reemplazante junto a Tomás Mayer-Wolf en 2015. Su primera presentación la tuvo en 2019 reemplazando a Marcos Mundstock, quien se encontraba afectado por una parálisis en una de sus piernas. Desde 2020, tras la muerte de Mundstock se incorporó como miembro oficial hasta el fin del grupo.
- Santiago Otero Ramos, actor, pianista, director de coros y director musical. nacido en Buenos Aires el 26 de noviembre de 1980. Se incorpora como reemplazante del grupo a mediados de agosto de 2019.
- Pablo Rabinovich, músico multiinstrumentista, cantante, compositor, productor musical, docente e ingeniero electrónico nacido en Buenos Aires el 27 de diciembre de 1984. No guarda ningún parentesco con Daniel Rabinovich. Se incorpora como reemplazante del grupo a mediados de agosto de 2019.

### Colaboradores
- Roberto el Negro Fontanarrosa, el popular escritor rosarino fue reconocido como colaborador en numerosas obras del grupo.
- Carlos Iraldi, fue el luthier que realizaba los instrumentos informales hasta su fallecimiento en 1995.
- Hugo Domínguez, actual luthier del grupo desde 1997.
- Horacio Fontova, reemplazó, en 1994, a Daniel Rabinovich, convaleciente de un infarto.
- Gustavo López Manzitti, reemplazante oficial del grupo entre 2000 y 2003. Pianista, cantante lírico, arreglista y compositor.
- Daniel Casablanca, actor y humorista que integra el grupo Los Macocos. Reemplazante oficial de Les Luthiers durante el año 2008.
- Marcelo Trepat, actor y cantante argentino. Reemplazante oficial de Les Luthiers entre 2009 y 2012.

## Espectáculos

### I Musicisti
- ¿Música? Sí, claro (1966)
- Mens sana in corpore sano (1966)
- I Musicisti y las óperas históricas (1967)
- I Musicisti otra vez con lo mismo (1968)
- I Musicisti ataca de nuevo (1973)

### Les Luthiers
- Les Luthiers cuentan la ópera (1967)
- Todos somos mala gente (programa de TV, 1968)
- Blancanieves y los siete pecados capitales (1969)
- Querida condesa (1969)
- Les Luthiers opus pi (1971)
- Recital '72 (1972)
- Recital sinfónico '72 (1972)
- Recital '73 (1973)
- Recital '74 (1974)
- Recital '75 (1975)
- Viejos fracasos (1976)
- Mastropiero que nunca (1977)
- Les Luthiers hacen muchas gracias de nada (1979)
- Los clásicos de Les Luthiers (1980)
- Luthierías (1981)
- Por humor al arte (1983)
- Humor dulce hogar (1985)
- Recital sinfónico '86 (1986)
- Viegésimo aniversario (1987)
- El reír de los cantares (1989)
- Les Luthiers, grandes hitos (1992)
- Unen canto con humor (1994)
- Bromato de armonio (1996)
- Todo por que rías (1999)
- Do-Re-Mi-Já!  (2000)
- El grosso concerto (2001)
- Las obras de ayer (2002)
- Con Les Luthiers y Sinfónica (2004)
- Aquí Les Luthiers (2005)
- Los Premios Mastropiero (2005)
- Cuarenta años de trayectoria (2007)
- Lutherapia (2008)
- ¡CHIST! (2011)
- Viejos Hazmerreíres (2014)
- Gran Reserva (antología) (2017)
- Más tropiezos de Mastropiero (2022)

## Discografía

### Álbumes de estudio
- Sonamos, pese a todo (1971)
- Cantata Laxatón (1972)
- Volumen 3 (1973)
- Volumen 4 (1976)
- Volumen 7 (1983)
- Cardoso en Gulevandia (1991)

### Álbumes en vivo
- Mastropiero que nunca (1979)
- Les Luthiers hacen muchas gracias de nada (1981)
- Les Luthiers en vivos (2007)
- Les Luthiers más vivos (2013)

### Homenajes
- Muchas gracias Mastropiero (2007)

### Colaboraciones
- 1998: Lo que me costó el amor de Laura
- 1999: Alma de Saxofón 4 Vientos
- 2004: Gerardo Masana y La Fundación de Les Luthiers
- 2004: Todos somos Chalchaleros
- 2008: 40 años de Cantos Opus 4
- 2009: Antigua Jazz Band

## Videografía
La numeración de los volúmenes corresponde al orden en que fueron publicadas, en paréntesis aparece el año de grabación.
- Volumen 1: Mastropiero que nunca (1979)
- Volumen 2: Hacen muchas gracias de nada (1980)
- Volumen 3: Grandes hitos (1995)
- Volumen 4: Bromato de armonio (1998)
- Volumen 5: Unen canto con humor (1999)
- Volumen 6: Humor dulce hogar (1986)
- Volumen 7: Viegésimo aniversario (1989)
- Volumen 8: Todo por que rías (2000)
- Volumen 9: El Grosso Concerto (2001)
- Volumen 10: Viejos fracasos (1977)
- Volumen 11: Las obras de ayer (2002)
- Volumen 12: Los Premios Mastropiero (2006)
- Volumen 13: ¡Aquí Les Luthiers! (2005)
- Volumen 14: Lutherapia (2009)
- Volumen 15: ¡CHIST! (2013)
- Volumen 16: Viejos hazmerreíres (2016)

Existe también grabaciones realizadas oficialmente para TV o para archivo propio que no han sido editadas y lanzadas al mercado de manera oficial, sin embargo, algunas están disponibles en Youtube (completas o fragmentos), publicadas por fans o incluso el canal oficial del conjunto. Entre ellas tenemos:
- Mastropiero que nunca (Chile-1978)
- Hacen Muchas Gracias de Nada (México-1980)
- Luthierias (Colombia-1981)
- Por Humor al Arte (1983)
- Humor Dulce Hogar (versión Quinteto-1987)
- Viegésimo aniversario (versión inédita 1989)
- El reír de los cantares (1992)
- Do-Re-Mi-Já! (2000)
- Con Les Luthiers y Sin-fónica (2004)
- Festival de Música y Reflexión (2014)